# Bitwa o Ohaeawai pā
Bitwa o Ohaeawai pā miała miejsce w lipcu 1845 roku w trakcie wojny o maszt flagowy w cyklu wojen maoryskich. Starcie, które odbyło się w regionie Northland na terenie Nowej Zelandii zakończyło się taktycznym zwycięstwem Maorysów nad Brytyjczykami.
W marcu 1845 roku pod panowaniem brytyjskim znalazła się większa część obszaru Bay of Islands. Pomimo złych warunków atmosferycznych i kapryśnej pory roku (jesień) na południowej półkuli, głównodowodzący brytyjskich sił w Nowej Zelandii pułkownik Despard podjął decyzję o kontynuowaniu kampanii wojskowej przeciwko Maorysom. 
W czerwcu oddział brytyjski dysponujący artylerią wyruszył w kierunku ujścia rzeki Kerikeri, po czym obrał kurs na umocnioną osadę Ohaeawai. Warunki pogodowe były fatalne: ciągły deszcz i wiatr oraz błoto utrudniające marsz. Dopiero po kilku dniach Brytyjczycy dotarli do Misji Te Waimate gdzie spotkali się oddziałem 250 sprzymierzonych Maorysów pod przywództwem Tāmati Wāka Nene. 
23 czerwca oddział brytyjski dotarł do Ohaeawai i w odległości 500 m od osady postawił obóz. Na szczycie położonego w pobliżu wzgórza, ustawiono baterię 4 dział. Następnego dnia Brytyjczycy rozpoczęli ostrzał umocnień maoryskich, trwający aż do zmierzchu. Nie przyniósł on jednak większych szkód obrońcom. 25 czerwca działa podciągnięto na odległość 200 m. Ostrzał kontynuowano kolejne dwa dni, także i tym razem bez większych sukcesów. 
Ogień skoncentrowano wówczas na jednym miejscu umocnień, dokonując w końcu wyłomu w palisadzie. Widząc to Despard nakazał swoim ludziom zakończony niepowodzeniem frontalny atak. Dowódca miał nadzieję, że po przysłaniu mu kolejnych 32 funtowych dział okrętowych siłą ognia zniszczy twierdzę. Dnia 1 lipca Despard otrzymał działa, przygotowując się do kolejnego ataku. Niepodziewany wypad Maorysów spowodował jednak spore zamieszanie w szeregach brytyjskich. Jeszcze tego samego dnia Despard nakazał kolejny szturm. Sprzymierzeni Maorysi nie za bardzo kwapili się do samobójczego ataku na silnie umocnioną pā, podobnie zresztą jak i wielu Brytyjczyków, którzy rozpoczęli odwrót. 
Z tych którzy poszli do przodu w krótkim czasie poległo 33 żołnierzy a 66 zostało rannych, jedna trzecia całych sił. Zaszokowany tak wysokimi stratami Despard nakazał zakończenie oblężenia. Dowodzący sprzymierzonymi Maorysami Tāmati Wāka Nene przekonał jednak Desparda do pozostania jeszcze kilku dni pod Ohaeawai i oczekiwania na kolejny transport amunicji i wyposażenia. Do tego czasu miano kontynuować ostrzał z dział. 
Rankiem 8 lipca Brytyjczycy spostrzegli, że osada została opuszczona. Przywódcy maoryscy: Te Ruki Kawiti, Hōne Heke i grupa wojowników zbiegli z niej pod osłoną nocy. Po zburzeniu twierdzy, Despard wycofał się w rejon Bay of Island. Lekko ranny Hōne Heke, po odzyskaniu sił rozpoczął budowę kolejnej twierdzy. 
W roku 1871 w miejscu zburzonej Ohaewai pā postawiono kościół.